# Fayzabad

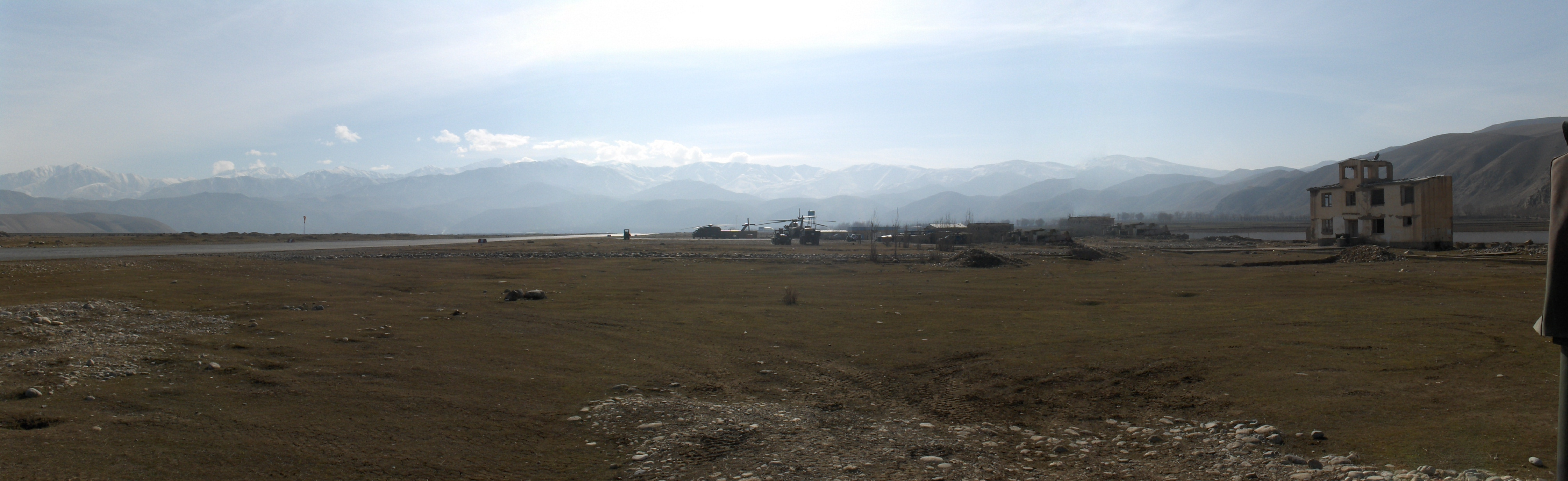
Aeroport de Fayzabad

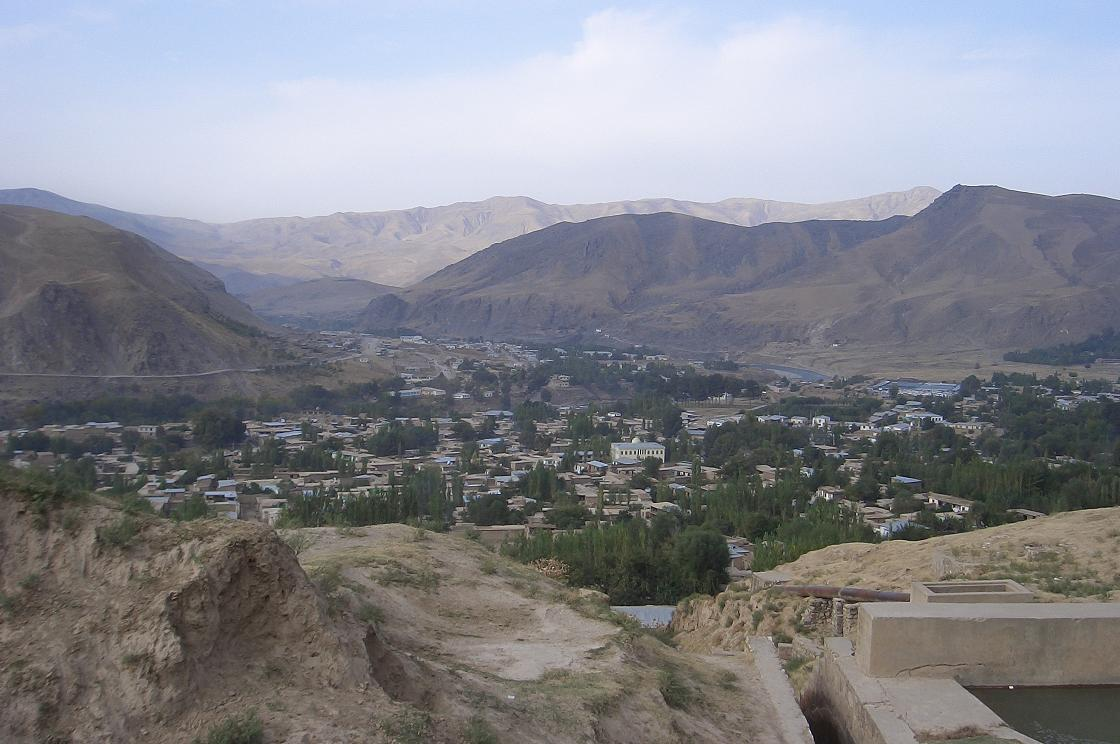
La ciutat des del nord-est

Fayzabad, Feyzabad, Fazelabad o Faizabad en persa فيض آباد és la capital de la província de Badakhshan, i del districte de Fayzabad, a l'Afganistan. Té uns 50.000 habitants de majoria tadjik. És a la vora del riu Kokcha. Hi ha un aeròdrom construït pels soviètics.
La ciutat s'anomenava Jauz Gun fins a 1680; "jauz" vol dir "noguer" i portava el nom per la quantitat d'arbres d'aquest tipus a la zona. El nom Fayzabad vol dir "llar de la caritat" (o de la benedicció) que li fou donat quan un vestit de Mahoma fou portat a la ciutat per Muhammad Shaykh Ziya i Shaykh Niyaz després que Wais Quran l'hagués comprat a Balkh. El vestit havia estat portar a Samarcanda per Tamerlà que l'havia trobat en terres dels turcs, però el 1700 els caps religiosos l'havien tret de la ciutat per prtar-la a l'Índia i llavors pel camí se'n va apoderar Mir Yar Beg que la va depositar a Balkh d'on va anar a Fayzabad.
En aquest temps (final del segle XVII) Fayzabad va passar a ser capital de Badakhxan. El 1768, Ahmad Shah Durrani va agafar el vestit i el va portar a Kandahar on va fundar una mesquita per custodiar-lo. A la vora de la ciutat hi ha diverses fortaleses moltes de les quals en ruïnes. Des de 1978 va estar sota control dels comunistes afganesos i el 1980 els soviètics hi van crear un aeroport i fou seu d'un contingent.